# فرانشيسكو لورانا

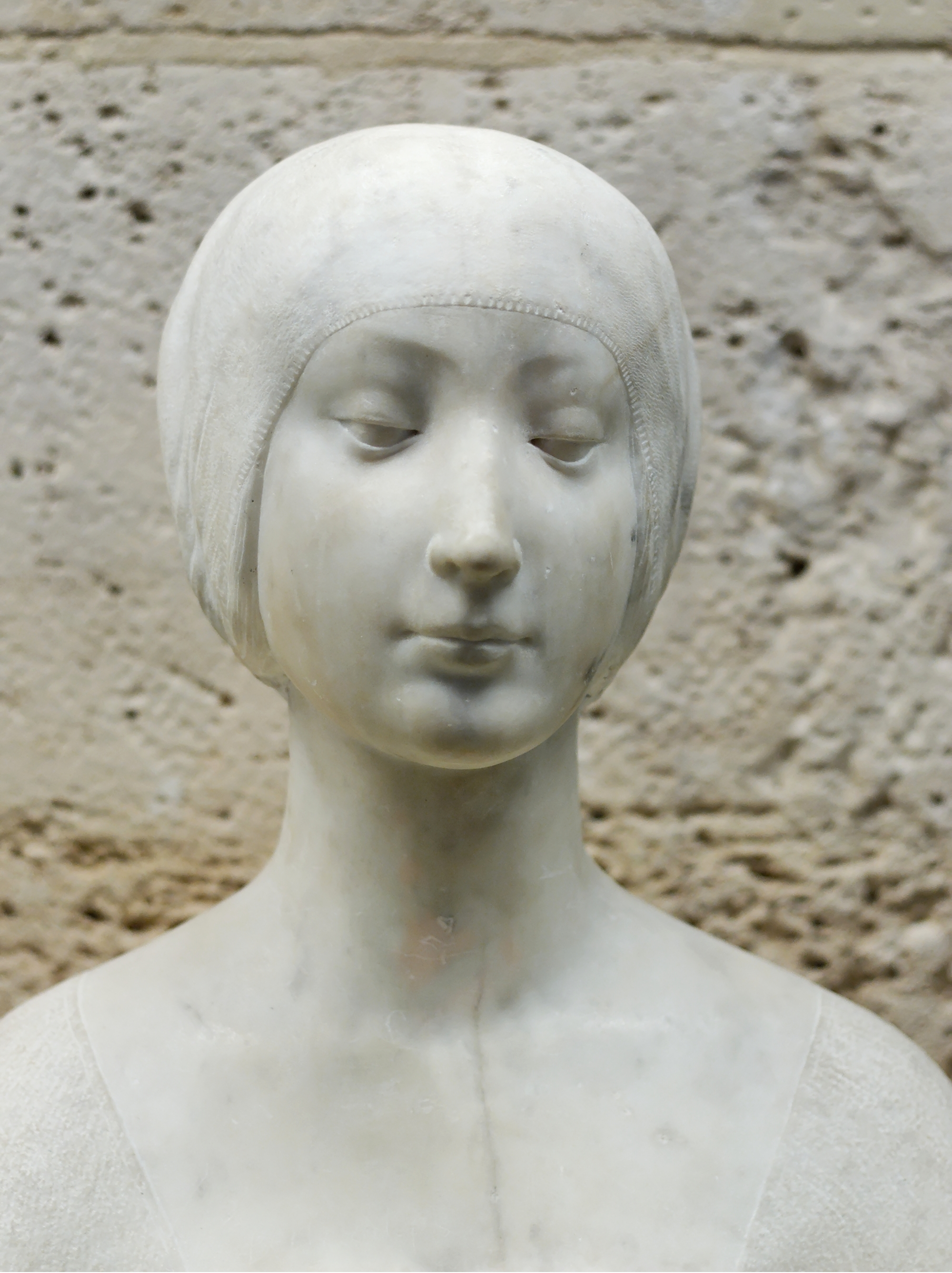
تمثال نصفي من اللوفر يظهر الوجه البيضاوي النموذجي لأعمال لورانا.

فرانشيسكو لورانا (بالإيطالية: Francesco Laurana)‏ ويعرف أيضاً باسم فرانشيسكو دي لا فرانا (تقريباً 1430 - قبل 12 مارس 1502) كان نحاتاً دلماسي المولد. يعتبر نحاتاً كرواتياً إيطالياً.